# Röskva
Röskva ("den raska") är i nordisk mytologi tjänarinna hos Tor och syster till Tjalve, som också tjänstgjorde hos Tor. Tillsammans med Loke besökte de tre jätten Utgårdaloke. Snorre berättar dels, i "Tors färd till Utgårdaloke", hur Tjalve knäckte ena benet på den ena av Tors slaktade bockar, varför denna efter återupplivandet dagen därpå var halt. Som ersättning trädde Tjalve därför i Tors tjänst tillsammans med sin syster Röskva.